# Neorhamnusium rugosipenne
Neorhamnusium rugosipenne là một loài bọ cánh cứng trong họ Cerambycidae.